# Tomislav Čižmešija
Tomislav Čižmešija, né le 31 août 1968 à Zagreb, est un patineur artistique yougoslave puis croate, qui participe aux Jeux olympiques d'hiver de 1992.

## Biographie

### Carrière sportive
Tomislav Čižmešija représente son pays la Yougoslavie à cinq mondiaux juniors (1980 à Megève, 1982 à Oberstdorf, 1983 à Sarajevo, 1984 à Sapporo et 1985 à Colorado Springs), six championnats européens (1986 à Copenhague, 1987 à Sarajevo, 1988 à Prague, 1989 à Birmingham, 1990 à Léningrad et 1991 à Sofia) et trois mondiaux seniors (1987 à Cincinnati, 1988 à Budapest et 1991 à Munich).
Après l'indépendance de la Croatie le 25 juin 1991, il représente son nouveau pays à deux championnats européens (1993 à Helsinki et 1994 à Copenhague), trois mondiaux seniors (1992 à Oakland, 1993 à Prague et 1994 à Chiba) et aux Jeux olympiques d'hiver de 1992 à Albertville. Il est le porte-drapeau de la Croatie lors de la cérémonie d'ouverture de ces Jeux.
Il arrête les compétitions sportives après les mondiaux de 1994.

### Reconversion
Tomislav Čižmešija est juge de l'Union internationale de patinage et arbitre international.

### Famille
Tomislav Čižmešija a une soeur, Željka Čižmešija, patineuse artistique de haut-niveau qui concourt en simple dames lors des Jeux olympiques de 1988 et 1992.

## Palmarès
| Compétition                   | 1980    | 1981    | 1982    | 1983    | 1984    | 1985    | 1986    | 1987    | 1988    | 1989    | 1990    | 1991    | 1992    | 1993    | 1994    |  |  |  |  |
| Jeux olympiques d'hiver       |         |         |         |         |         |         |         |         |         |         |         |         | 29e     |         |         |  |  |  |  |
| Championnats du monde         |         |         |         |         |         |         |         | 26e     | 25e     |         |         | 28e     | 27e     | 39e     | 39e     |  |  |  |  |
| Championnats d’Europe         |         |         |         |         |         |         | 22e     | 16e     | 21e     | 17e     | 20e     | 17e     |         | 23e     | 33e     |  |  |  |  |
| Championnats du monde juniors | 22e     |         | 21e     | 12e     | A       | 15e     |         |         |         |         |         |         |         |         |         |  |  |  |  |
|                               |         |         |         |         |         |         |         |         |         |         |         |         |         |         |         |  |  |  |  |
| Autre compétition             | 1979/80 | 1980/81 | 1981/82 | 1982/83 | 1983/84 | 1984/85 | 1985/86 | 1986/87 | 1987/88 | 1988/89 | 1989/90 | 1990/91 | 1991/92 | 1992/93 | 1993/94 |  |  |  |  |
| Moscou Skate                  |         |         |         |         |         |         |         | 11e     |         |         |         |         |         |         |         |  |  |  |  |
| Légende : A = Abandon         |         |         |         |         |         |         |         |         |         |         |         |         |         |         |         |  |  |  |  |